# Sam Bennett (cyclisme)
Pour les articles homonymes, voir Sam Bennett et Bennett.
Sam Bennett, né le 16 octobre 1990 à Wervicq en Belgique, est un coureur cycliste irlandais. Sprinteur, il a notamment remporté deux étapes et le maillot vert du Tour de France 2020, trois étapes du Tour d'Italie et cinq autres sur le Tour d'Espagne. Il a également remporté deux classiques World Tour, la Classic Bruges-La Panne en 2021 et l'Eschborn-Francfort en 2022.

## Biographie

### Jeunesse et début de carrière
Sam Bennett naît le 16 octobre 1990 à Wervicq en Belgique. Il est le fils de Michael Bennett, alors footballeur professionnel à l'Eendracht Wervik. En 1994, lorsque celui-ci est recruté par le Waterford United pour en devenir le manager, la famille s'installe à Carrick-on-Suir, la ville natale de son compatriote Sean Kelly.
Il commence le cyclisme à l'âge de neuf ans. Durant sa seconde année junior, en 2008, il devient champion d'Europe de la course aux points juniors et gagne le Tour d'Irlande juniors. En 2009, il remporte la septième étape de la FBD Insurance Rás. En fin d'année, il arrive au VC La Pomme Marseille en tant que stagiaire et intègre cette équipe de Division nationale 1 en 2010. Il devient à 19 ans champion d'Irlande sur route espoirs Après un stage de fin de saison dans l'équipe ProTour française FDJ, il rejoint l'équipe irlandaise An Post-Sean Kelly pour la saison 2011 et remporte de nouveau le titre national espoirs, ainsi que le Grand Prix de la ville de Geel. L'année suivante, il est septième du championnat d'Europe sur route espoirs et dixième du championnat du monde sur route espoirs. En 2013, il obtient plusieurs succès, dont deux étapes de l'An Post Rás et la 5e étape du Tour de Grande-Bretagne.

### Carrière professionnelle

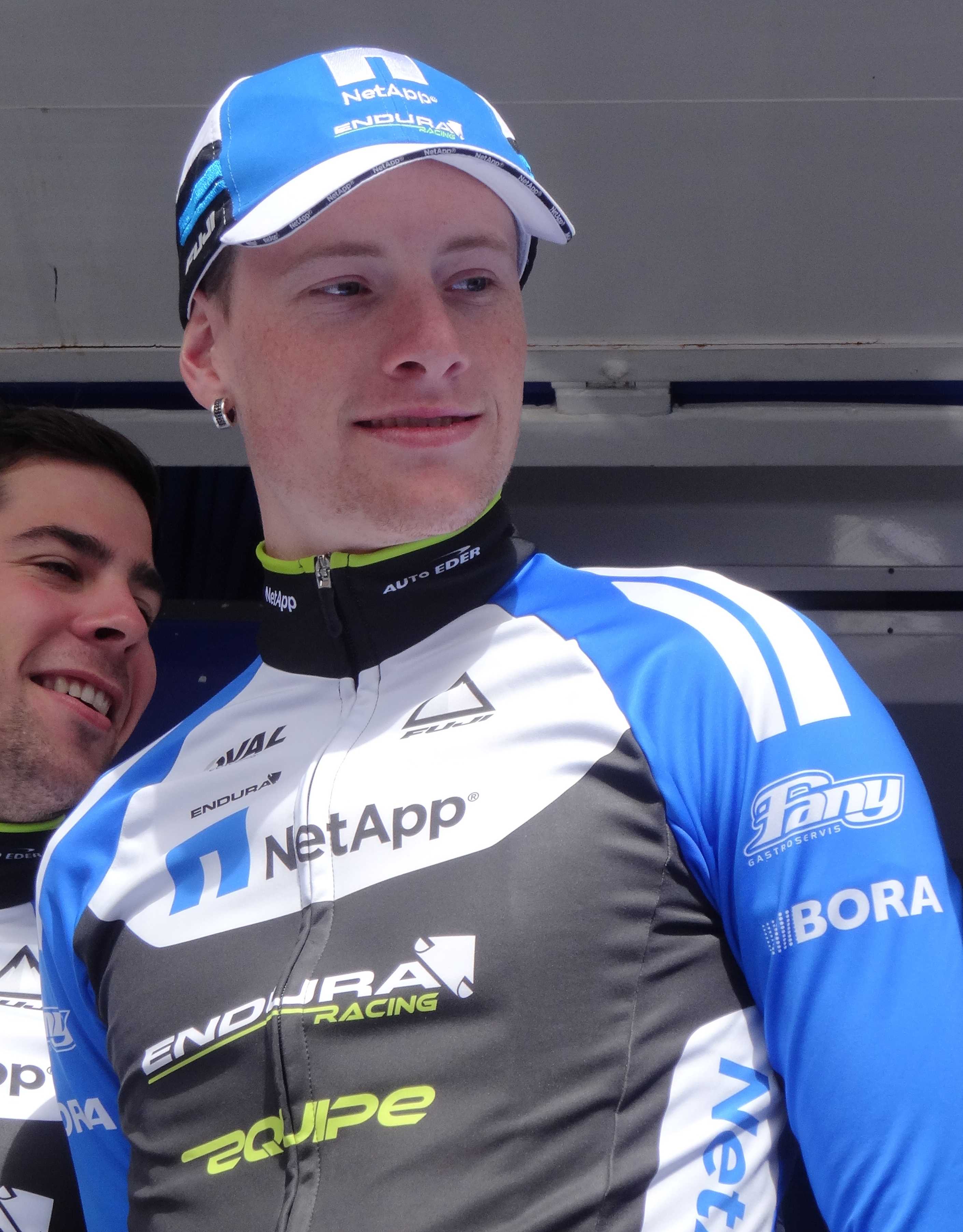
Sam Bennett lors du départ de la 1re étape des Quatre jours de Dunkerque 2014 à Dunkerque.

#### 2014-2019: NetApp/Bora
En 2014, Sam Bennett devient professionnel au sein de la formation NetApp-Endura. Durant cette saison, il gagne la Clásica de Almería, le Tour de Cologne et une étape du Tour de Bavière. En début de saison 2015, il remporte la dernière étape du Tour du Qatar. En avril, il est impliqué dans une chute massive dans le final du Grand Prix de l'Escaut. Un mois plus tard, pour sa reprise, il gagne deux étapes et le classement par points du Tour de Bavière devant Nacer Bouhanni et John Degenkolb. Il participe ensuite au Tour de France, son premier grand tour. Malade, il lui est diagnostiqué une hernie diaphragmatique et il abandonne lors de la 17e étape. Pour sa reprise, il s'impose lors de l'Arctic Race of Norway, puis gagne en fin d'année Paris-Bourges.
En 2016, il gagne la première étape du Critérium international en Corse. Son Tour de France est rendu difficile par une chute qui lui a causé une fracture des doigts à la main droite. Il termine l'épreuve en se classant dernier au classement général et dans le top 10 de la dernière étape à Paris. Après avoir récupéré de ses blessures sur le Tour, il remporte deux étapes et le classement par points du Tour de Toscane. Le mois suivant, il remporte sa deuxième victoire consécutive sur Paris-Bourges.
Le 7 mars 2017, il s'adjuge au sprint la troisième étape de Paris-Nice, sa première victoire sur le circuit World Tour. Après une première participation au Tour d'Italie, il gagne ensuite lors du Tour de Slovénie et du Czech Cycling Tour deux étapes et le classement par points. En septembre, il remporte le Tour de Münster à la photo-finish. En octobre, il gagne quatre des six étapes du Tour de Turquie .
Il commence sa saison 2018 au Tour Down Under, souffrant d'un rhume. Après avoir abandonné Paris-Nice en raison d'une maladie, il termine deuxième de la première étape du Tour de Catalogne. En mai, il gagne ses premiers succès sur un grand tour lors du Tour d'Italie. Il s'impose au sprint à Praia a Mare lors de la septième étape, puis lors de la douzième étape à Imola et de la dernière étape à Rome. Par la suite, il gagne le Tour de Cologne et trois nouvelles étapes du Tour de Turquie.

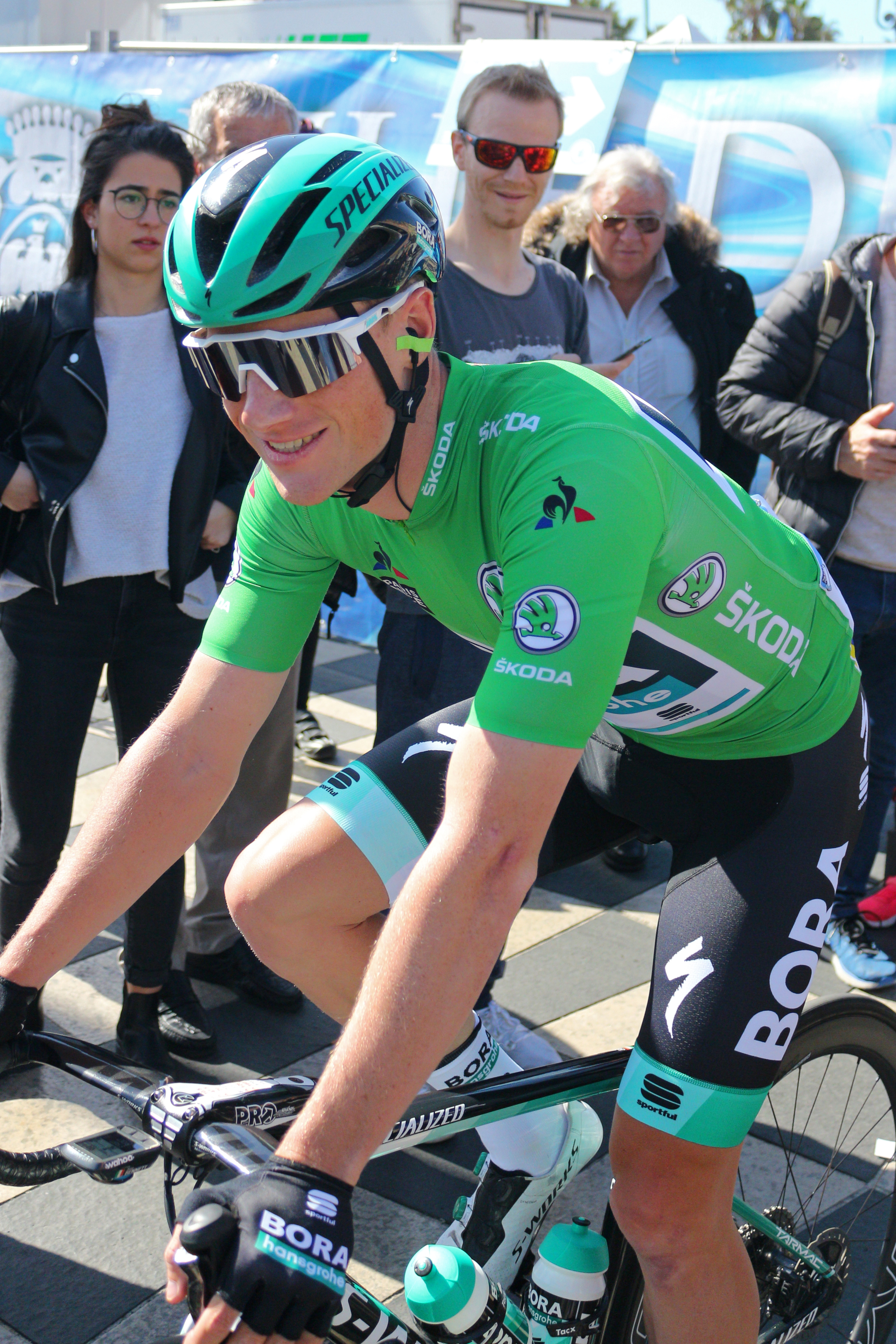
Bennett lors de Paris-Nice en 2019.

En 2019, il remporte sa première victoire de la saison en Argentine, lors de la dernière étape du Tour de San Juan. En mars, il s'adjuge trois nouveaux succès, une étape de l'UAE Tour
et deux sur Paris-Nice et participe à Milan-San Remo (28e). En avril, il gagne les deux premières étapes du Tour de Turquie, mais n'est pas sélectionné ni pour le Tour d'Italie, ni pour le Tour de France à son grand regret. Durant l'été, il est champion d'Irlande sur route, lauréat d'une étape du Critérium du Dauphiné, deuxième de la RideLondon-Surrey Classic et sixième du championnat d'Europe sur route. En août, il remporte les trois premières étapes et le classement par points du BinckBank Tour. Il participe à son premier Tour d'Espagne et gagne au sprint deux étapes, portant son total à treize victoires sur l'année.

#### 2020-2021: l'un des meilleurs sprinteurs du monde chez Deceuninck-Quick Step
En 2020, devant faire face depuis plusieurs saisons à la concurrence de Peter Sagan et Pascal Ackermann chez Bora, il rejoint Deceuninck-Quick Step où il remplace le sprinteur Elia Viviani. Dès son premier jour de course, il s'impose sur la première étape du Tour Down Under, puis récidive neuf jours plus tard en gagnant la Race Torquay. En mars, il est sanctionné de 40 points au classement UCI pour avoir donné des coups d'épaules à Nairo Quintana lors du final de la 3e étape de Paris-Nice. Bennett  qui a chuté dans le final, n'a pas pris le départ de la course le lendemain. La compétition s'arrête après cette course en raison de la pandémie de Covid-19. En juillet, pour sa reprise, il participe au Tour de Burgos, où il remporte la quatrième étape devant Arnaud Démare, à la suite d'une chute à l'avant du peloton dans le dernier kilomètre. Le mois suivant, il gagne la 3e étape du Tour de Wallonie. Après quatre ans d'absence, il fait son retour sur le Tour de France où il brille en remportant deux étapes (dont celle des Champs Élysées) et le maillot vert après une lutte contre Peter Sagan vainqueur à sept reprises du classement par points. Il devient le sixième cycliste irlandais à gagner une étape au Tour de France et le deuxième, après Seamus Elliott, à remporter une étape sur les trois grands tours. Il est également le deuxième cycliste irlandais à gagner le maillot vert après Sean Kelly (vainqueur en 1982, 1983, 1985 et 1989),,. Le 23 octobre, il remporte la 4e étape du Tour d'Espagne,. Il franchit à nouveau la ligne en premier lors de la 9e étape, mais est déclassé au profit de Pascal Ackermann en raison d'un coup d'épaule irrégulier sur Emīls Liepiņš dans le dernier kilomètre. Dans la dernière étape, il s'incline de justesse face à Ackermann, échouant ainsi à remporter une victoire d'étape lors de la dernière étape de chaque grand tour, après ses succès lors de la dernière journée sur le Giro 2018 et le Tour 2020,.
Comme la saison précédente, Sam Bennett semble être bien parti pour être le sprinteur dominant de la saison 2021. Il commence sa saison par deux succès d'étapes sur le Tour des Émirats arabes unis et deux autres sur Paris-Nice. Il décroche ensuite la victoire sur la Classic Bruges-La Panne, sa première sur une classique du World Tour. Il est ensuite battu de justesse par Jasper Philipsen sur le Grand Prix de l'Escaut, puis remporte deux étapes et le classement par points du Tour de l'Algarve. Mais sa relation avec Deceuninck-QuickStep s'est effondrée avant le Tour de France, le manager Patrick Lefevere doutant de la gravité d'un problème de genou qui a empêché Bennett de participer au Tour. Celui-ci a également critiqué publiquement son coureur, remettant en question sa force mentale et son honnêteté,,. Leurs relations se sont détériorées après qu'il a été confirmé que Bennett reviendrait dans son ancienne équipe Bora-Hansgrohe en 2022 et que Deceuninck-Quick Step ait été obligé de payer l'intégralité de son salaire pour la saison 2021.

#### 2022-2023: de retour chez Bora-Hansgrohe
En 2022, il fait son retour au sein de l'équipe Bora-Hansgrohe pour un contrat de deux ans, tout comme son coéquipier Shane Archbold. Pour son premier jour de course, il passe proche de la victoire en terminant deuxième derrière Jasper Philipsen de l'étape inaugurale du Tour des Émirats arabes unis. La suite de sa première partie est plus décevante, avec son nouveau train composé de Ryan Mullen, Shane Archbold et Jonas Koch. Il doit attendre le mois de mai et une victoire en World Tour sur l'Eschborn-Francfort pour enfin lancer son année. Il enchaine ensuite les tops 5. Lors du Tour d'Espagne, il remporte coup sur coup les deuxième et troisième étapes. Alors qu'il est à la lutte pour remporter le maillot vert du classement par points, il est testé positif au SARS-CoV-2 avant le départ de la dixième étape et est donc non-partant. Il termine sa saison sur une troisième place sur Paris-Tours.

#### 2024-: Decathlon-AG2R La Mondiale
En novembre 2023, Decathlon AG2R La Mondiale annonce le recrutement de Sam Bennett pour 2024 et 2025.

## Palmarès sur route

### Par années
| - 2007 - 2ea étape des Suir Valley Three Day - 2e du Tour d'Irlande juniors - 2008 - Champion d'Irlande sur route juniors - Tour d'Irlande juniors : - Classement général - 1re (contre-la-montre) et 3e étapes - 1re étape de la Ballinrobe Stage Race - 2009 - 7e étape de la FBD Insurance Rás - 2010 - Champion d'Irlande sur route espoirs - 4e étape du Rhône-Alpes Isère Tour - 2011 - Champion d'Irlande sur route espoirs - Grand Prix de la ville de Geel - 2012 - 3e du Tour de Hollande-Septentrionale - 7e du championnat d'Europe sur route espoirs - 10e du championnat du monde sur route espoirs - 2013 - 3e et 8e étapes de l'An Post Rás - Suir Valley Three Day : - Classement général - 4e étape - Grote Prijs Gemeente Kortemark - 5e étape du Tour de Grande-Bretagne - 2014 - Clásica de Almería - Tour de Cologne - 5e étape du Tour de Bavière - 2e du Velothon Berlin - 2015 - 6e étape du Tour du Qatar - 1re et 3e étapes du Tour de Bavière - 2e étape de l'Arctic Race of Norway - Paris-Bourges - 2e du Velothon Berlin - 2016 - 1re étape du Critérium international - 2e étape du Tour de Toscane - Paris-Bourges - 2e du Trofeo Felanitx-Ses Salines-Campos-Porreres - 3e du Grand Prix de Francfort - 2017 - 3e étape de Paris-Nice - 1re et 4e étapes du Tour de Slovénie - 2e et 4e étapes du Czech Cycling Tour - Tour de Münster - 1re, 2e, 3e et 5e étapes du Tour de Turquie - 2e du People's Choice Classic - 8e de la RideLondon-Surrey Classic | - 2018 - 7e, 12e et 21e étapes du Tour d'Italie - Tour de Cologne - 2e, 3e et 6e étapes du Tour de Turquie - 7e de Eschborn-Francfort - 2019 - Champion d'Irlande sur route - 7e étape du Tour de San Juan - 7e étape de l'UAE Tour - 3e et 6e étapes de Paris-Nice - 1re et 2e étapes du Tour de Turquie - 3e étape du Critérium du Dauphiné - 1re, 2e et 3e étapes du BinckBank Tour - 3e et 14e étapes du Tour d'Espagne - 2e de la RideLondon-Surrey Classic - 6e du championnat d'Europe sur route - 2020 - 1re étape du Tour Down Under - Race Torquay - 4e étape du Tour de Burgos - 3e étape du Tour de Wallonie - Tour de France : - Classement par points - 10e et 21e étapes - 4e étape du Tour d'Espagne - 2021 - 4e et 6e étapes du Tour des Émirats arabes unis - 1re et 5e étapes de Paris-Nice - Classic Bruges-La Panne - 1re et 3e étapes du Tour de l'Algarve - 2e du Grand Prix de l'Escaut - 2022 - Eschborn-Francfort - 2e et 3e étapes du Tour d'Espagne - 3e de Paris-Tours - 5e du championnat d'Europe sur route - 2023 - 1re étape du Tour de San Juan - 1re et 4e étapes du Sibiu Cycling Tour - 2024 - Quatre Jours de Dunkerque : - Classement général - 2e, 3e, 5e et 6e étapes - 2025 - 1re et 3e étapes du Tour de La Provence - 1re et 3e étapes du Région Pays de la Loire Tour |

### Résultats sur les grands tours

#### Tour de France
4 participations
- 2015 : abandon (17e étape)
- 2016 : 174e et lanterne rouge
- 2020 : 138e,  vainqueur du classement par points, vainqueur des 10e et 21e étapes
- 2024 : abandon (17e étape)

#### Tour d'Italie
3 participations
- 2017 : 158e
- 2018 : 112e, vainqueur des 7e, 12e et 21e étapes
- 2025 : 145e

#### Tour d'Espagne
3 participations
- 2019 : 134e, vainqueur des 3e et 14e étapes
- 2020 : 137e, vainqueur de la 4e étape
- 2022 : non-partant (10e étape), vainqueur des 2e et 3e étapes

### Classements mondiaux
| Année                                 | 2009 | 2010 | 2011 | 2012 | 2013 | 2014 | 2015 | 2016 | 2017 | 2018 | 2019 | 2020 | 2021 | 2022 | 2023 | 2024 |
| ------------------------------------- | ---- | ---- | ---- | ---- | ---- | ---- | ---- | ---- | ---- | ---- | ---- | ---- | ---- | ---- | ---- | ---- |
| UCI World Tour                        |      |      |      |      |      |      |      | nc   | 75e  | 55e  |      |      |      |      |      |      |
| Classement mondial                    |      |      |      |      |      |      |      | 96e  | 66e  | 76e  | 27e  | 37e  | 80e  | 56e  | 315e | 131e |
| UCI Europe Tour                       | 942e | 665e | 293e | 267e | 117e | 11e  | 21e  | 26e  | 86e  | 299e | 21e  | 30e  | 67e  | 47e  | nc   | 7e   |
| UCI Asia Tour                         | nc   | nc   | nc   | nc   | nc   | 169e | 125e | 139e | nc   | nc   |      |      |      |      |      |      |
| UCI America Tour                      | nc   | nc   | nc   | nc   | nc   | nc   | 281e | nc   | nc   | nc   |      |      |      |      |      |      |
|                                       |      |      |      |      |      |      |      |      |      |      |      |      |      |      |      |      |
| Légende : nc = non classéSource : UCI |      |      |      |      |      |      |      |      |      |      |      |      |      |      |      |      |

## Palmarès sur piste

### Championnats d'Europe
- Pruszkow 2008
  -  Champion d'Europe de la course aux points juniors